# Subquotient
In den mathematischen Teilgebieten der Kategorientheorie und der Abstrakten Algebra versteht man unter einem Subquotienten ein Quotientenobjekt eines Unterobjekts.
In der Sprache der Gruppentheorie ist ein Unterobjekt eine Untergruppe und ein Quotientenobjekt eine Quotientengruppe (auch Faktorgruppe genannt): Damit ist ein Subquotient einer Gruppe {\displaystyle G} isomorph zum Bild einer Untergruppe von {\displaystyle G} unter einem Gruppenhomomorphismus. Und wie beim Begriff der Untergruppe werden {\displaystyle G} selbst und die einelementige Gruppe {\displaystyle \{1\}} als triviale Subquotienten angesehen.
Der Begriff Subquotient findet Anwendung u. a. bei der Klassifikation der endlichen einfachen Gruppen, insbesondere bei den sporadischen Gruppen.

## Definition

### Gruppentheorie
Ist {\displaystyle G} eine Gruppe, {\displaystyle G'} eine Untergruppe von {\displaystyle G} und {\displaystyle G''} ein Normalteiler von {\displaystyle G'}, in Zeichen
{\displaystyle G\geq G'\vartriangleright G'',}
dann nennt man die Faktorgruppe (Quotientengruppe) {\displaystyle H:=G'/G''} einen Subquotienten von {\displaystyle G}.
In der Literatur über sporadische Gruppen finden sich Formulierungen wie
1. {\displaystyle G} involviert {\displaystyle H}[1]
2. {\displaystyle H} ist involviert in {\displaystyle G}[2]

für denselben Sachverhalt.

### Modultheorie
Sei {\displaystyle R} ein Ring mit Einselement. Bei den {\displaystyle R}-Moduln gibt es {\displaystyle R}-Untermoduln und {\displaystyle R}-Quotientenmoduln (Faktormoduln). Ganz analog wie bei den Gruppen sind die {\displaystyle R}-Subquotienten definiert.
Die Begriffsbildung gilt auch bei nicht-kommutativem Ring und links/rechts-seitigen Moduln über diesem Ring.

## Eigenschaften und Beispiele
- Die einfache alternierende Gruppe {\displaystyle A_{5}} vom Grad 5 hat die nicht-einfache alternierende Gruppe {\displaystyle A_{4}} vom Grad 4 zum Subquotienten (zur Untergruppe).
- Ein Unterobjekt von {\displaystyle G} wie auch ein (homomorphes) Bild von {\displaystyle G} ist ein Subquotient von {\displaystyle G.}

- Die Faktoren einer Subnormalreihe sind Subquotienten.

- Das Schmetterlingslemma trifft eine Aussage über die Isomorphie gewisser Subquotienten.

## Endliche Objekte
Haben alle Objekte endliche Kardinalitäten, dann gibt es Formeln, die diese mit Indices in Beziehung bringen, siehe zum Beispiel den Satz von Lagrange. Wegen {\displaystyle |H|=[H:1]=[G':G'']} gilt mit obigen Bezeichnungen 
{\displaystyle |G|=[G:1]=[G:G']\cdot [G':G'']\cdot [G'':1]=[G:G']\cdot |H|\cdot |G''|,}
und ist insbesondere {\displaystyle |H|} ein Teiler von {\displaystyle |G|} sowie {\displaystyle |H|\leq |G|.}

## Halbordnung
Für endliche Objekte ist die Relation »ist Subquotient von« eine Ordnungsrelation, und zwar eine Halbordnung.

### Reflexivität
{\displaystyle G/\{1\}} ist Subquotient von {\displaystyle G}.

### Antisymmetrie
Sind zwei Objekte Subquotienten voneinander, so sind sie isomorph.
Beweis
Die Wechselbeziehung zwischen {\displaystyle G} und {\displaystyle H} lässt sich wegen {\displaystyle |H|\leq |G|\leq |H|}, also {\displaystyle |H|=|G|}, nur aufrechterhalten mit {\displaystyle [G:G']=1,[G'':1]=1} und {\displaystyle [H:H']=1,[H'':1]=1}, woraus {\displaystyle G\cong H} folgt.

### Transitivität
Subquotienten von Subquotienten sind Subquotienten.
Beweis für Gruppen
Sei {\displaystyle H:=G'/G''} Subquotient von {\displaystyle G} und {\displaystyle \varphi \colon G'\to H} der kanonische Homomorphismus. Ist nun {\displaystyle H\geq H'\vartriangleright H'',} also {\displaystyle H'/H''} Subquotient von {\displaystyle H,} dann sind die durch senkrechte Pfeile ({\displaystyle \downarrow }) gekennzeichneten Abbildungen {\displaystyle \varphi \colon X\to Y,\;x\mapsto x\,G''}
| {\displaystyle G} | {\displaystyle \geq }       | {\displaystyle G'}                 | {\displaystyle \geq } | {\displaystyle \varphi ^{-1}(H')}  | {\displaystyle \geq }              | {\displaystyle \varphi ^{-1}(H'')} | {\displaystyle \vartriangleright } | {\displaystyle G''}                |
|                   | {\displaystyle \varphi \!:} | {\displaystyle {\Big \downarrow }} |                       | {\displaystyle {\Big \downarrow }} |                                    | {\displaystyle {\Big \downarrow }} |                                    | {\displaystyle {\Big \downarrow }} |
|                   |                             | {\displaystyle H}                  | {\displaystyle \geq } | {\displaystyle H'}                 | {\displaystyle \vartriangleright } | {\displaystyle H''}                | {\displaystyle \vartriangleright } | {\displaystyle \{1\}}              |

surjektiv für jedes der Paare
|  | {\displaystyle (X,Y)\;\;\;\in } | {\displaystyle {\Bigl \{}{\bigl (}G',H{\bigr )}{\Bigr .}} | {\displaystyle ,} | {\displaystyle {\bigl (}\varphi ^{-1}(H'),H'{\bigr )}} | {\displaystyle ,} | {\displaystyle {\bigl (}\varphi ^{-1}(H''),H''{\bigr )}} | {\displaystyle ,} | {\displaystyle {\Bigl .}{\bigl (}G'',\{1\}{\bigr )}{\Bigr \}}.} |

Nun sind die Urbilder {\displaystyle \varphi ^{-1}(H')} und {\displaystyle \varphi ^{-1}(H'')} Untergruppen von {\displaystyle G',} die {\displaystyle G''} enthalten. Ferner ist {\displaystyle \varphi (\varphi ^{-1}(H'))=H'} und {\displaystyle \varphi (\varphi ^{-1}(H''))=H'',} da alle {\displaystyle h\in H} ein Urbild in {\displaystyle G'} haben. Überdies ist {\displaystyle \varphi ^{-1}(H'')} ein Normalteiler von {\displaystyle \varphi ^{-1}(H').}
Damit ist der Subquotient {\displaystyle H'/H''} von {\displaystyle H} als {\displaystyle H'/H''\cong \varphi ^{-1}(H')/\varphi ^{-1}(H'')} ein Subquotient von {\displaystyle G.}

### Diskrete Ordnung
Die Ordnungsrelation »ist Subquotient von« ist bei endlichen Gruppen eine diskrete Ordnung, d. h. die von ihr erzeugte Ordnungstopologie ist eine diskrete Topologie. In Formeln und mit {\displaystyle \preceq } und {\displaystyle \prec } als Relationszeichen:
Ist {\displaystyle I\prec G,} dann gibt es ein {\displaystyle H\prec G} mit {\displaystyle I\preceq H} derart, dass {\displaystyle H\preceq H'\prec G\implies H'=H.}
Ein solches {\displaystyle H} nennt man einen maximalen echten Subquotienten von {\displaystyle G}. Der Begriff wird bspw. bei der Anordnung der sporadischen Gruppen im Hasse-Diagramm benötigt.